# Patrick Ortlieb
Patrick Ortlieb (ur. 17 maja 1967 w Bregencji) – austriacki narciarz alpejski, złoty medalista olimpijski i mistrz świata, a także brązowy medalista mistrzostw świata juniorów.

## Kariera
Pierwszy sukces w karierze Patrick Ortlieb osiągnął w 1985 roku, kiedy zdobył brązowy medal w biegu zjazdowym podczas mistrzostw świata juniorów w Jasnej. W zawodach tych wyprzedzili go jedynie Włoch Giorgio Piantanida o kolejny Austriak, Hans-Jörg Tauscher. W zawodach Pucharu Świata zadebiutował 9 grudnia 1988 roku w Val Gardena, gdzie zajął piąte miejsce w zjeździe. Tym samym już w swoim debiucie zdobył pierwsze pucharowe punkty. Już następnego dnia po raz pierwszy stanął na podium, zajmując drugie miejsce w tej samej konkurencji. W sezonie 1983/1984 punktowa jeszcze trzykrotnie, lecz nie stawał już na podium. W klasyfikacji generalnej zajął ostatecznie trzydziestą pozycję. W kolejnym sezonie cztery razy zdobył punkty w zawodach pucharowych, najlepszy wynik uzyskując 20 stycznia 1990 roku w Kitzbühel, gdzie był piąty w zjeździe. W klasyfikacji końcowej zajął tym razem 43. miejsce.
Kolejny raz na podium zawodów PŚ stanął 16 marca 1991 roku w Lake Louise, zajmując trzecie miejsce w zjeździe. W kolejnych zawodach jeszcze czterokrotnie plasował się w pierwszej dziesiątce, co dało mu szóste miejsce w klasyfikacji zjazdu, jednak w klasyfikacji generalnej zajął 23. miejsce. Na przełomie stycznia i lutego 1991 roku wystąpił na mistrzostwach świata w Saalbach-Hinterglemm, gdzie w swojej koronnej konkurencji zajął siódme miejsce. Na rozgrywanych rok później igrzyskach olimpijskich w Albertville zdobył w tej samej konkurencji złoty medal. Na trasę olimpijskiego biegu zjazdowego ruszył z pierwszym numerem startowym i utrzymał pozycję lidera do samego końca zawodów, wyprzedzając bezpośrednio Francuza Francka Piccarda i swego rodaka Günthera Madera. Na tych samych igrzyskach wystąpił także w supergigancie, zajmując osiemnaste miejsce. W zawodach pucharowych sezonu 1991/1992 trzy stawał na podium: 11 stycznia w Garmisch-Partenkirchen był drugi, a 18 stycznia w Kitzbühel i 14 marca 1992 roku w Aspen zajmował trzecie miejsce w zjeździe. W efekcie był dziesiąty w klasyfikacji generalnej i czwarty w klasyfikacji zjazdu.
Najlepszy wynik w klasyfikacji generalnej PŚ osiągnął w sezonie 1992/1993, który ukończył na siódmej pozycji. Siódmy był także w klasyfikacjach zjazdu i supergiganta, a w klasyfikacji kombinacji był szósty. Na podium stawał trzykrotnie: 11 grudnia 1992 roku w Val Gardena był trzeci w zjeździe, 23 stycznia w Veysonnaz był drugi w tej samej konkurencji, a 28 lutego 1993 roku w Whistler był trzeci w supergigancie. Wystąpił także na mistrzostwach świata w Morioce, kończąc rywalizację w zjeździe na ósmym miejscu. W latach 1994–1996 trzy razy z rzędu zajmował trzecie miejsce w klasyfikacji zjazdu. W tym czasie jedenaście razy stawał na podium, w tym 18 grudnia 1993 roku w Val Gardena odniósł swoje pierwsze pucharowe zwycięstwo, wygrywając zjazd. Wygrywał także zjazd 15 stycznia 1994 roku w Kitzbühel, supergiganta 11 grudnia 1994 roku w Tignes i kolejny zjazd 16 grudnia 1995 roku w Val Gardena. Najlepsze wyniki osiągnął w sezonie 1994/1995, który ukończył na jedenastej pozycji. W lutym 1994 roku wystąpił w zjeździe na igrzyskach olimpijskich w Lillehammer, zajmując czwarte miejsce. Walkę o podium przegrał tam z Kanadyjczykiem Edem Podivinskym o 0,14 s. Brał też udział w rozgrywanych w 1996 roku mistrzostwach świata w Sierra Nevada, gdzie zdobył złoty medal. Wyprzedził tam Włocha Kristiana Ghedinę o 0,27 s i Francuza Luca Alphanda o 0,28 s.
W kolejnych sezonach osiągał słabsze rezultaty. Ostatni raz na podium stanął 15 grudnia 1996 roku w Val d’Isère, gdzie był trzeci w zjeździe. W klasyfikacji generalnej zajął dopiero 33. miejsce, w kolejnych dwóch latach plasując się jeszcze niżej. W lutym 1997 roku wystartował na mistrzostwach świata w Sestriere, ale nie obronił tytułu z Sierra Nevada, zajmując ósme miejsce. Była to ostatnia duża międzynarodowa impreza w jego karierze. Jego karierę definitywnie zakończył wypadek na trasie Streif w Kitzbühel 21 stycznia 1999 roku. W wyniku upadku na trasie złamał prawą kość udową, część kości biodrowej z przemieszczeniem, zerwał więzadła poboczne oraz zapadły mu się płuca.
Po zakończeniu kariery sportowej zajął się polityką. Jeszcze w 1999 roku został deputowanym do Rady Narodowej, niższej izby Parlamentu Austrii. Mandat uzyskał z ramienia prawicowej Wolnościowej Partii Austrii, kadencję zakończył w 2002 roku. Obecnie prowadzi hotel w miejscowości Lech.

## Osiągnięcia

### Igrzyska olimpijskie
| Miejsce | Dzień     | Rok  | Miejscowość | Konkurencja | Czas biegu | Strata | Zwycięzca           |
| ------- | --------- | ---- | ----------- | ----------- | ---------- | ------ | ------------------- |
| 1.      | 9 lutego  | 1992 | Albertville | Zjazd       | 1:50,37    | -      | -                   |
| 18.     | 16 lutego | 1992 | Albertville | Supergigant | 1:13,04    | +2,62  | Kjetil André Aamodt |
| 4.      | 13 lutego | 1994 | Lillehammer | Zjazd       | 1:45,75    | +0,26  | Tommy Moe           |

### Mistrzostwa świata
| Miejsce | Dzień       | Rok  | Miejscowość   | Konkurencja | Czas biegu | Strata | Zwycięzca     |
| ------- | ----------- | ---- | ------------- | ----------- | ---------- | ------ | ------------- |
| 7.      | 27 stycznia | 1991 | Saalbach      | Zjazd       | 1:54,91    | +1,26  | Franz Heinzer |
| 8.      | 11 lutego   | 1993 | Morioka       | Zjazd       | 1:32,06    | +1,35  | Urs Lehmann   |
| 1.      | 17 lutego   | 1996 | Sierra Nevada | Zjazd       | 2:00,17    | -      | -             |
| 8.      | 8 lutego    | 1997 | Sestriere     | Zjazd       | 1:51,11    | +1,14  | Bruno Kernen  |

### Mistrzostwa świata juniorów
| Miejsce | Dzień     | Rok  | Miejscowość | Konkurencja | Czas biegu | Strata | Zwycięzca          |
| ------- | --------- | ---- | ----------- | ----------- | ---------- | ------ | ------------------ |
| 3.      | 28 lutego | 1985 | Jasná       | Zjazd       | 1:18,01    | +0,83  | Giorgio Piantanida |
| 7.      | 2 marca   | 1985 | Jasná       | Gigant      | 2:17,55    | +3,06  | Robert Žan         |

### Puchar Świata

#### Miejsca w klasyfikacji generalnej
- sezon 1988/1989: 30.
- sezon 1989/1990: 43.
- sezon 1990/1991: 23.
- sezon 1991/1992: 10.
- sezon 1992/1993: 7.
- sezon 1993/1994: 12.
- sezon 1994/1995: 11.
- sezon 1995/1996: 20.
- sezon 1996/1997: 33.
- sezon 1997/1998: 62.
- sezon 1998/1999: 82.

#### Zwycięstwa w zawodach
1. Val Gardena – 18 grudnia 1993 (zjazd)
2. Kitzbühel – 15 stycznia 1994 (zjazd)
3. Tignes – 11 grudnia 1994 (supergigant)
4. Val Gardena – 16 grudnia 1995 (zjazd)

- 4 zwycięstwa (3 zjazdy i 1 supergigant)

#### Pozostałe miejsca na podium
1. Val Gardena – 10 grudnia 1988 (zjazd) – 2. miejsce
2. Lake Louise – 16 marca 1991 (zjazd) – 3. miejsce
3. Garmisch-Partenkirchen – 11 stycznia 1992 (zjazd) – 2. miejsce
4. Kitzbühel – 18 stycznia 1992 (zjazd) – 3. miejsce
5. Aspen – 14 marca 1992 (zjazd) – 3. miejsce
6. Val Gardena – 11 grudnia 1992 (zjazd) – 3. miejsce
7. Veysonnaz – 23 lutego 1993 (zjazd) – 2. miejsce
8. Whistler – 28 lutego 1993 (supergigant) – 3. miejsce
9. Vail – 16 marca 1994 (zjazd) – 3. miejsce
10. Val d’Isère – 17 grudnia 1994 (zjazd) – 2. miejsce
11. Kitzbühel – 13 stycznia 1995 (zjazd) – 2. miejsce
12. Whistler – 25 lutego 1995 (zjazd) – 3. miejsce
13. Kvitfjell – 11 marca 1995 (zjazd) – 3. miejsce
14. Vail – 1 grudnia 1995 (zjazd) – 3. miejsce
15. Veysonnaz – 20 stycznia 1996 (zjazd) – 2. miejsce
16. Val d’Isère – 15 grudnia 1996 (zjazd) – 3. miejsce